# Istoria geometriei

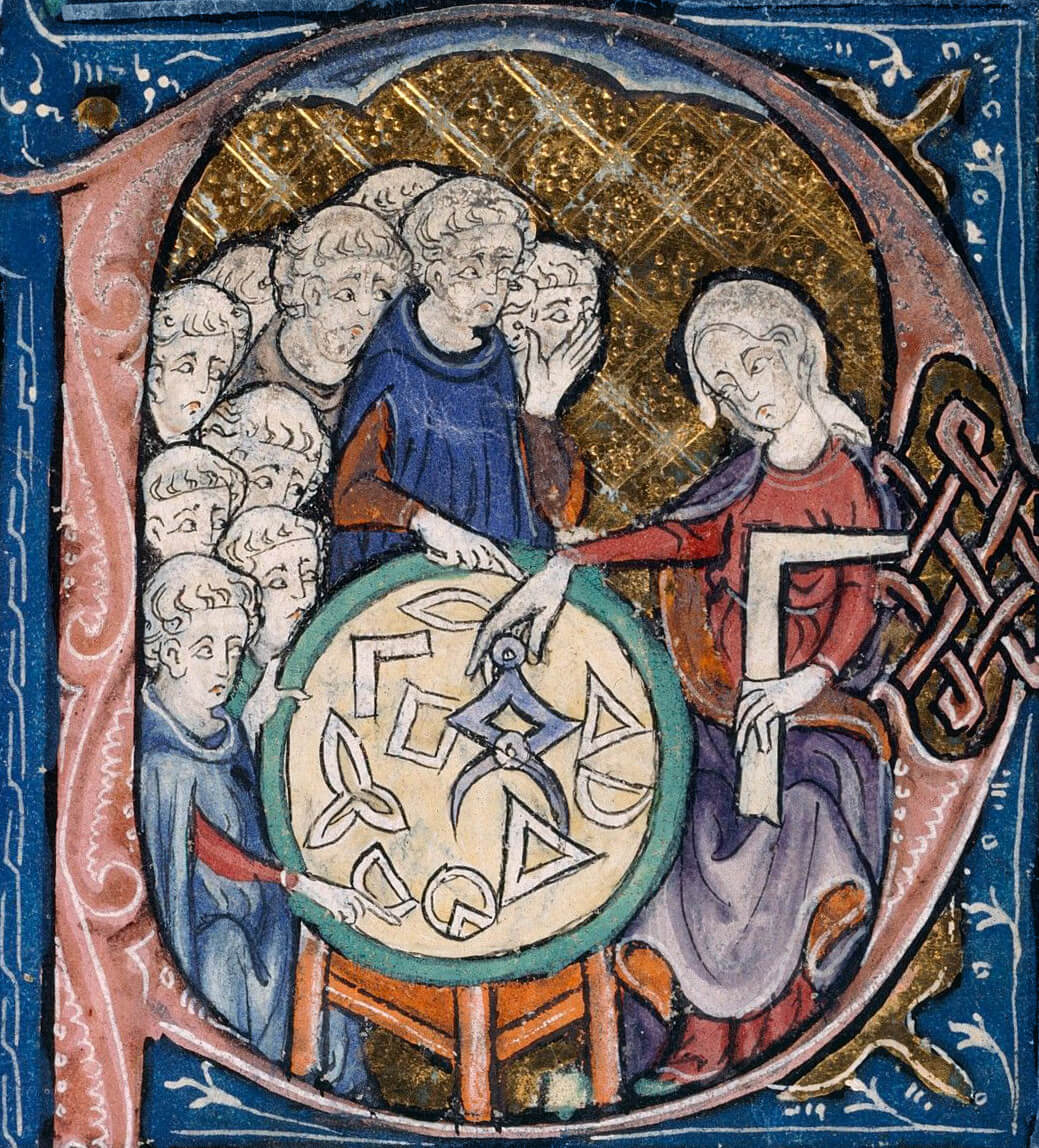
O femeie predând geometria, ilustrație după un manuscris medieval de la începutul secolului al XIV-lea

Istoria geometriei urmărește evoluția acestei științe care studiază relațiile spațiale din cele mai vechi timpuri, când oamenii au început să măsoare distanțele, ariile și volumele, ca apoi să se ajungă la geometria clasică, în care accentul era pus pe construcțiile cu rigla și compasul.
Un moment crucial l-a constituit introducerea rigorii matematice prin axiomatizarea introdusă de Euclid, care a influențat evoluția a secole întregi de știință.
În epoca modernă, geometria beneficiază de aportul algebrei abstracte și a calculului diferențial și integral și a evoluat în diverse ramuri ale acesteia, cu grad înalt de abstractizare, mult diferențiate de formele din trecut.

## Antichitate
Debutul geometriei poate fi remarcat la acele civilizații din Valea Indusului și la babilonieni acum cinci milenii.
Pe atunci totul se limita la câteva cunoștințe empirice privind lungimi, unghiuri, arii, volume necesare în construcții, astronomie, navigație și alte meșteșuguri.
Egiptenii și babilonienii cunoșteau teorema lui Pitagora cu 1500 de ani înaintea marelui geometru grec.
Egiptenii știau să calculeze volumul trunchiului de piramidă, iar babilonienii aveau deja tabele trigonometrice.

### Geometria Egiptului antic

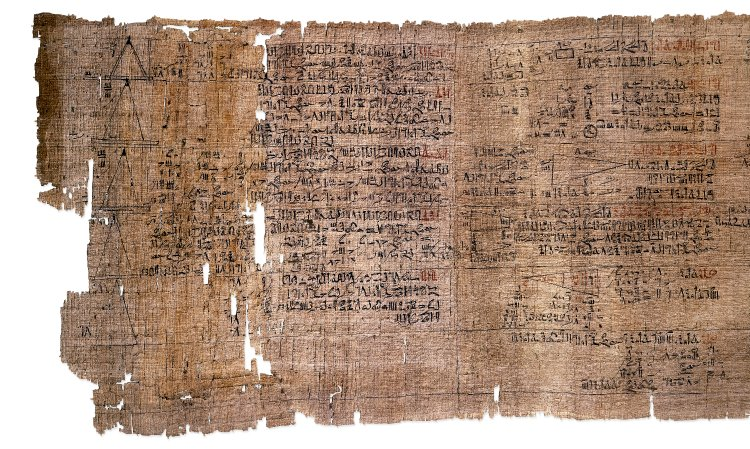
O porțiune din papirusurile lui Rhind, unde sunt efectuate calcule geometrice

#### Suprafața triunghiului
Scribul a folosit un procedeu grafic de rezolvare a problemei, fiind dat un triunghi oarecare. El construiește, pornind de la baza care îi este dată, un dreptunghi care are două laturi egale cu înălțimea triunghiului. Jumătate din suprafața acestui dreptunghi este soluția căutată. (Papirusul Rhind, probl.51). Scribii știau să calculeze suprafața unui trapez (Papirusul Rhind, probl.52), ceea ce implică că ei știau să calculeze și suprafața triunghiurilor.

#### Suprafața cercului
Cel mai mare succes al egiptenilor în domeniul geometriei este, incontestabil, calculul suprafeței cercului. Procedeul de calcul constă în a scădea 1/9 din diametru și a ridica apoi rezultatul la pătrat. Acest calcul dă pentru π  valoarea de 3,1605. Figura care însoțește enunțul problemei arată că de această dată egiptenii au obținut rezultatul printr-un procedeu grafic: cercul este înscris într-un pătrat și scribul pare să fi calculat cu aproximație, folosind cele 4 triunghiuri rezultate din înscrierea cercului.(Papirusul Rhind, probl.50)
În papirusurile lui Ahmes, care constituie cea mai veche lucrare matematică, se aproxima:
Aria cercului ≈[ (Diametrul) x 8/9 ]2.
De aici rezulta valoarea lui π ca fiind 4×(8/9)² ≈ 3.160493..., deci cu o eroare cu puțin peste 0,63%, ceva mai puțin exactă decât cea a babilonienilor care era de 25/8 = 3,125, adică 0.53%.
Niciuna din acestea nu o depășea pe cea a lui Arhimede care era:
211875/67441 = 3,14163
cu o aproximație de 1 la 10.000 (!).

#### Volumele
Egiptenii au acordat atenție acelor volume care le erau mai folositoare: piramidă, trunchiul de piramidă și cilindrul. 
În perioada Regatului Mijlociu, epocă în care au fost elaborate textele care ni s-au păstrat, mormântul regelui era încă o piramidă. Construirea mormântului, începută încă de la suirea pe tron a monarhului, continua în tot timpul domniei acestuia. Ea necesita nenumărați lucrători și mari cantități de materiale. Scribii aveau sarcina de a calcula dimensiunile piramidei, numărul de cărămizi necesare, fără a mai socoti  toate lucrările auxiliare: căi de acces, mijloace de transport care trebuiau și ele prevăzute. Egiptenii cunoșteau modul de calcul al volumului piramidei.
Una din problemele din Papirusul de la Moscova (nr14) se referă la calculul volumului trunchiului de piramidă și conduce la un rezultat exact. Se folosește formula
V=h/3(a pătrat +ab+ b la pătrat).
Obeliscurile, altarele, soclurile de statui nu sunt decât trunchiuri de piramide, al căror volum trebuia cunoscut în vederea extragerii, manipulării și folosirii lor.
În cazul cilindrului, formula aplicată este suprafața cercului înmulțită cu înălțimea. Ea era folosită pentru aprecierea volumelor recipientelor, în majoritate de formă cilindrică sau aproape cilindrică, care erau folosite în antrepozite.

### Geometria babiloniană

#### Teorema lui Pitagora
Babilonienii aveau tăblițe pur aritmetice referitoare la numerele pitagoreice. Pe celebra tăbliță de lut ars Plimpton 322 se află scrise cu litere cuneiforme un tabel de numere care s-au dovedit a fi o listă de triplete de numere pitagoreice. Un alt text presupune cunoscută relația pitagoreică între latura și diagonala unui pătrat. Există numeroase probleme geometrico-algebrice care utilizează curent relația lui Pitagora. Multe texte arată că babilonienii cunoșteau proprietatea pătratului ipotenuzei de a fi egal cu suma pătratelor celorlalte două laturi

#### Cercul
Deși de obicei operau cu valoarea π = 3., ei cunoșteau și o valoare aproximativă a lui π =3x 1/8 (adică 3,125 ). Această aproximație mult mai bună este utilizată într-o tăbliță care provine din săpăturile misiunii franceze de la Susa (1933) (cf E.M. Bruins- Quelques textes mathematiques de la mission de la Suse, în ,,Proc. Ac. Amsterdam”, 1950). Babilonienii știau să înscrie într-un cerc un hexagon cu latura egal cu raza.

#### Similitudinea
Tăblița AO6484 cuprinde și două probleme referitoare la relațiile de similitudine în triunghiurile dreptunghice.

#### Arii
Babilonienii cunoșteau formula suprafeței pentru pătrat, dreptunghi și triunghi dreptunghic. Pentru celelalte poligoane întrebuințează formule de aproximare. Astfel, de pildă pentru patrulaterele oarecare, întâlnim formula zisă a agrimensorilor care exprimă suprafața S a patrulaterului ca produsul valorilor medii ale lungimilor laturilor opuse: a, b respectiv c, d
S=1/2(a+b)x1/2(c+d)
Deoarece triunghiul isoscel și trapezul isoscel permit o împărțire simplă în triunghiuri dreptunghice, pentru care are la dispoziție table cu triade pitagoreice, învățătorul babilonian construiește probleme a căror rezolvare exactă se efectuează în ,,numere raționale’’. Textul VAT7531 conține o serie de patrulatere compuse din dreptunghiuri și triunghiuri dreptunghice și numai una din aceste probleme conține un triunghi heronian, compus din două triunghiuri pitagoreice de tipuri diferite, care au o latură în comun.
Geometru babilonian nu evită problemele care implică numere iraționale, de pildă rădăcini pătrate. El a studiat proprietățile poligoanelor regulate, și rezultatele la care a ajuns ne-au parvenit, atât sub formă de desene, cât și sub formă de tabele de constante numerice, pentru pătrat, pentagon și hexagon, pentru un heptagon și pentru triunghiul echilateral.

#### Volume
Volumele cubului și paralelipipedului sunt determinate cu ajutorul formulei exacte (produsul dintre suprafața bazei și înălțimea). Pentru celelalte poliedre găsim formule de aproximare, dintre care unele par clasice pentru că le întâlnim în texte de proveniențe foarte diferite, și reluate de mai multe zeci de ori în seriile de exerciții. Astfel volumul trunchiului de piramidă este calculat cu formula 
V=h[(a+b/2)la puterea a doua+1/3(a-b/2)la puterea a doua]; a,b-laturile bazei mari și h înălțimea
Corpurile de revoluție nu apar decât foarte rar în probleme: cilindrul este tratat ca o prismă, cu π =3; conul și trunchiul de con sunt neglijate; pentru acesta din urmă găsim aproximarea foarte rudimentară:
V=1/2(S+S’)Xh
Nu există o formulă pentru sferă.

### Geometria greacă
La greci, geometria atinge un grad înalt de dezvoltare.
Au extins studiul geometric și la figuri mai complicate.
Au introdus demonstrația logică în rezolvarea problemelor.
Sistemul axiomatic introdus de greci este în esență valabil și astăzi.
Thales din Milet (635-543 î.Hr.) este primul căruia i se atribuie utilizarea metodei deducției.
Discipolul său, Pitagora (582-496 î.Hr.), a demonstrat teorema care astăzi îi poartă numele, teoremă care era cunoscută cu secole înainte.
Și elevii lui Pitagora au obținut o serie de rezultate în domeniul geometriei și amintim aici lungimile "incomensurabile" și numerele iraționale.
Marele filozof Platon (427-347 î.Hr.) avea un cult deosebit pentru geometrie.
La porțile uneia din școlile sale scria: Să nu intre aici cine nu știe geometrie.
Una din concepțiile lui Platon, rămase în vigoare și astăzi, susține că la realizarea figurilor geometrice trebuie utilizate doar rigla și compasul.
Realizarea cu rigla și compasul a construcțiilor geometrice a ajuns la un înalt grad de măiestrie în această perioadă, când datează și formularea celor trei probleme celebre ale antichității:
- duplicarea cubului
- trisecțiunea unghiului
- cuadratura cercului.

Imposibilitatea rezolvării acestor probleme a fost dovedită abia prin secolul al XIX-lea și a condus la noi considerații teoretice privind structura numerelor reale.
Menechme (380 - 320 î.Hr.) este considerat unul dintre descoperitorii secțiunilor conice.

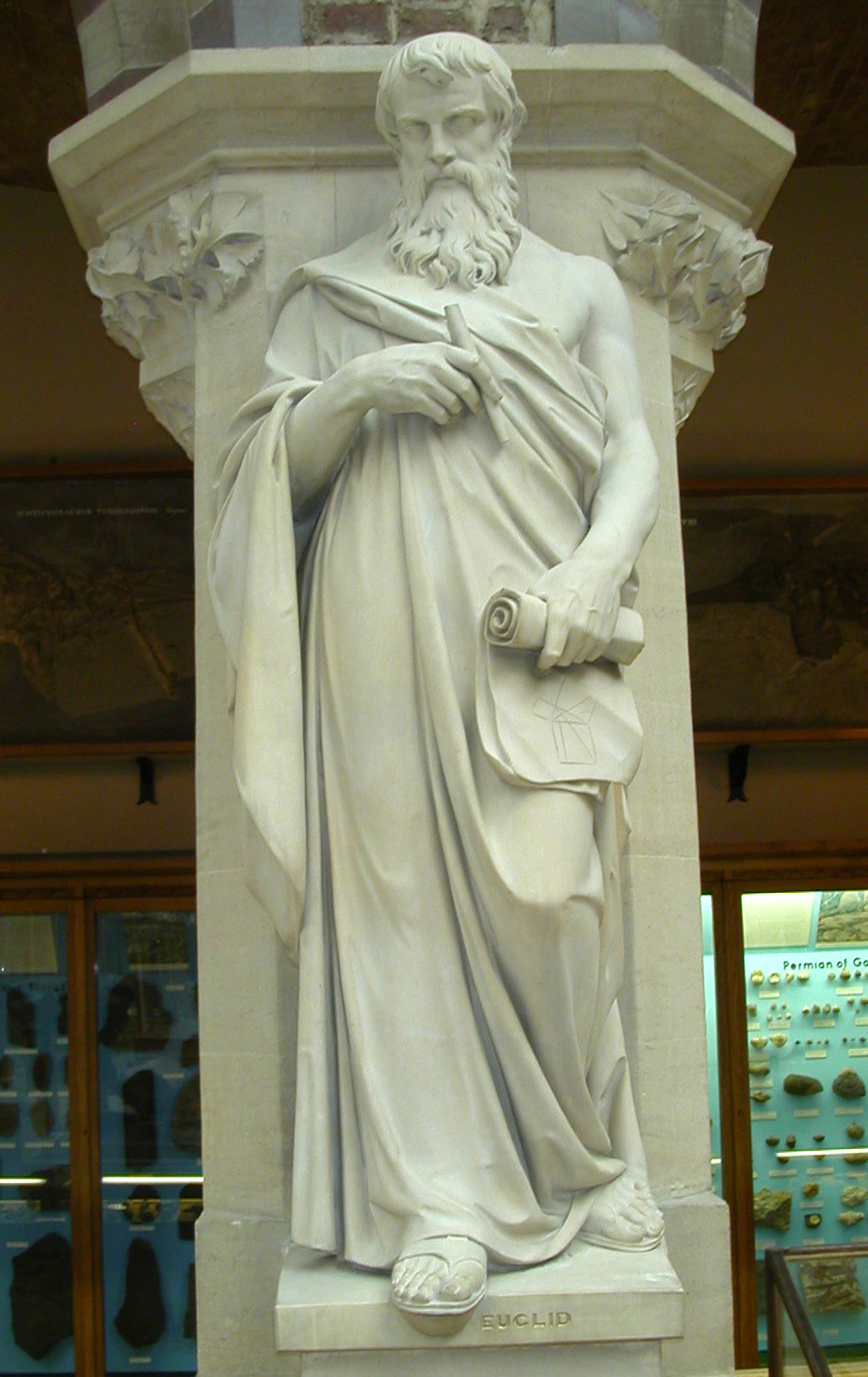
Statuia lui Euclid de la Oxford University Museum of Natural History

Prin lucrarea Elementele, Euclid (c. 325-265 î.Hr.) realizează o revoluție în gândirea geometrică și științifică în general: abordarea logică și riguroasă.
Chiar dacă nu este primul manual de geometrie, prin introducerea gândirii axiomatice, Elementele reprezintă o lucrare cu totul nouă față de ce se scrisese până atunci.
Deși poate fi considerat și inventator și inginer, Arhimede (287-212 î.Hr.) a fost și unul dintre marii matematicieni ai antichității.
Acesta a dat formula volumului sferei, a determinat centrul de greutate al triunghiului, trapezului și segmentului parabolic, a considerat curba care mai târziu îi va purta numele (spirala lui Arhimede) și a determinat diverse arii și volume mărginite de arce de parabolă sau de cuadrice de rotație.
De asemenea, a introdus un fel de sistem de coordonate (ceea ce mai târziu va utiliza geometria analitică), a intuit conceptul de limită (le care va apela câteva secole mai târziu calculul diferențial și integral).
Însă lucrul care l-a dezavantajat pe marele învățat al Siracuzei a fost lipsa unor notații algebrice eficiente prin care să își poată expune conceptele sale.
Apollonius (c.262 î.e.n. - c.190 î.e.n.) a studiat sistematic și profund conicele, prezentând numeroase proprietăți ale acestora.
Hiparh (190? - 120?), cel mai mare astronom al antichității, a utilizat pentru prima dată metodele trigonometrice în astronomie.
Epoca elenistică este o perioadă de declin în care totuși se afirmă personalitatea lui Heron din Alexandria (c. 10 - 70 d.Hr.), căruia i se atribuie formula care îi poartă numele (formula lui Heron), de calcul a ariei triunghiului atunci când cunoaștem lungimile laturilor:
{\displaystyle S_{ABC}={\sqrt {p(p-a)(p-b)(p-c)}}}
unde {\displaystyle \scriptstyle p={\frac {(a+b+c)}{2}}} reprezintă semiperimetrul triunghiului dat.
Ptolemeu (?120 - ?190) a studiat triunghiurile și patrulaterele situate pe sferă.
Pappus din Alexandria (290 - 350) a enunțat numeroase teoreme care conțin germenii geometriei proiective de mai târziu și pe care le-a demonstrat prin considerații de statică.
Proclus (410-485 d.Hr.) s-a remarcat prin comentariile la adresa operelor lui Euclid și ale altor predecesori.
Imperiul Roman, care a preluat întrega cultură și civilizație greacă a produs buni ingineri dar slabi matematicieni.
Distrugerea Bibliotecii din Alexandria a reprezentat o altă pagină neagră în istoria științei și culturii.

### Geometria indiană

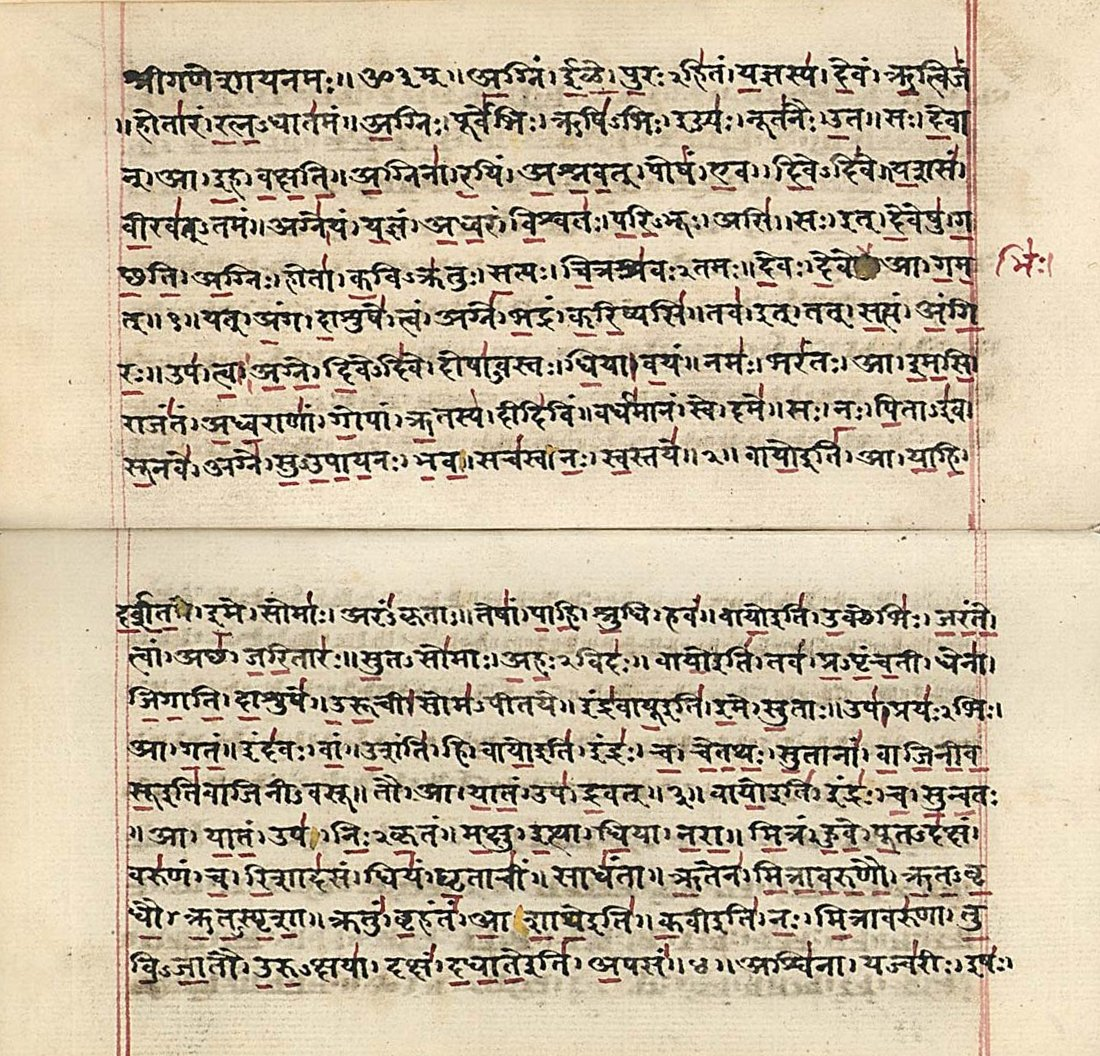
Text cu conținut matematic din Rig Veda scris în devanagari

Scrierea Shatapatha Brahmana (secolul al IX-lea î.Hr.) conține nu numai ritualuri religioase, ci și referitoare la construcții geometrice.
La fel și în textele Sulbasutra, cele mai vechi având aproape 3 milenii, găsim rețete geometrice privin construcția templelor și altarelor.
Deși aveau forme diferite, toate aceste locuri de devoțiune și de ardere a ofrandelor trebuia să ocupe aceeași suprafață.
După unii autori, scrierile Śulba Sūtras ar conține cea mai veche formă scrisă a teoremei lui Pitagora.
Aici găsim și câteva triplete de numere pitagoreice și de asemenea încercări de a efectua cuadratura cercului.
Matematicianul Baudhayana, care a trăit cam acum 800 î.Hr. a calculat π cu câteva zecimale și a efectuat investigații în aceeași teoremă a lui Pitagora de mai târziu.
O altă scriere importantă este manuscrisul Bakhshali, care este datat într-o perioadă cuprinsă între secolul al II-lea î.Hr. și secolul al III-lea d.Hr.
În această scriere apare pentru prima dată cifra zero și scrierea zecimală.
Tot aici se găsesc numeroase probleme geometrice printre care și calculul volumelor unor corpuri de formă neregulată.
Marele matematician indian Aryabhata, pe lângă multe alte contribuții în domeniile astronomiei și matematicii, a întocmit ceea ce astăzi s-ar numi tabel de valori pentru funcția sinus.
Mai mult, a studiat amănunțit numărul {\displaystyle \pi } și l-a calculat cu patru zecimale, o precizie destul de ridicată pentru acea vreme.
Aryabhata este unul dintre primii matematicieni care a intuit faptul că π este irațional.
Un alt mare matematician a fost Brahmagupta (598–668).
Cel mai celebru rezultat al său din geometrie este formula care îi poartă numele și care stabilește legătura dintre laturile și diagonalele unui patrulater inscriptibil:

unde s este semiperimetrul acestuia: 
{\displaystyle \mathbf {s={\frac {a+b+c+d}{2}}} }
Când una din laturi are lungime zero, obținem formula lui Heron.
De asemenea, în scrierile sale apare următorul rezultat:
Dacă avem un triunghi cu laturile {\displaystyle a,b,c}, iar aria acestuia este un număr rațional, atunci laturile triunghiului pot fi scrise sub forma:
unde u, v,  și w sunt numere raționale.

### Geometria chineză

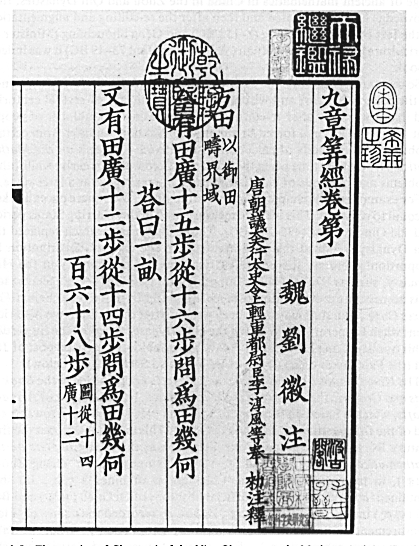
Nouă capitole de artă matematică, o adevărată operă colectivă, la care au contribuit mai multe generații de savanți chinezi de-a lungul secolelor al X-lea - al II-lea î.Hr.

Cea mai veche lucrare cunoscută de geometrie chineză este o compilație realizată de către discipolii filozofului Mozi (Micius) în jurul anului 330 î.Hr., cunoscută sub titlul Nouă capitole de artă matematică.
De-a lungul timpului, generații de învățați au și-au adăugat contribuțiile.
Din păcate multe cărți valoroase din perioada dinastiei Qin au fost distruse prin ardere (213 î.Hr.).
Faptul că cele scrise în acestă lucrare au un nivel destul de avansat, confirmă faptul că au existat o multitudine de lucrări scrise anterior în acest domeniu, dar care nu s-au păstrat.
O altă lucrare veche este Suàn shù shū (Cartea numerelor și a calculului).
A fost scrisă în timpul dinastiei Han undeva între 202 și 186 î.Hr.
Printre multe chestiuni legate de aritmetica elementară, aici găsim și calculul volumelor, legătura dintre latura pătratului și raza cercului înscris în acesta, legătura dintre lungimile laturilor triunghiului și aria acestuia.
Inițial pentru numărul π s-a considerat valoarea 3, dar matematicieni ca: Liu Xin (c. 46 BC – 23 d.Hr.), Zhang Heng (78–139 d.Hr.), Liu Hui (secolul al III-lea) și Zu Chongzhi (429–500) au realizat estimări din ce în ce mai precise ale acestui număr.
În lucrarea Zhou Bi Suan Jing (sau Chou Pei Suan Ching), care este unul dintre cele mai vechi texte matematice chineze, găsim cea mai veche demonstrație cunoscută a teoremei lui Pitagora.
Lucrarea a fost scrisă în timpul dinastiei Zhou, la care s-au adăugat contribuții și în timpul dinastiei Han.
Zhang Heng utilizează metode geometrice pentru a rezolva diverse probleme și încearcă să găsească valori mai exacte pentru π, lucru realizat într-o oarecare măsură de Zu Chongzhi.
Acesta din urmă, în colaborare cu fiul său, Zu Gengzhi, redactează lucrarea Zhui Shu (Metodă de interpolare) în care ajung la aproximarea:
3,1415926 < π < 3,1415927.
Un alt matematician care a adus contribuții la Nouă capitole... a fost Liu Hui.
Și acesta a realizat o aproximare a lui π:
3.141024 < π < 3.142074 .
Pentru a determina formula volumului cilindrului, Liu Hui utilizează ceea ce ulterior va fi cunoscut ca principiul lui Cavalieri.
De asemenea, realizează unele aplicații practice ale trigonometriei, cum ar fi: determinarea înălțimii unui punct inaccesibil, calculul adâncimii într-o zonă inaccesibilă, calculul de la distanță a lățimii unui râu etc.
Xu Guangqi (1562 – 1633) a tradus lucrări matematice occidentale, printre care și Elementele, introducând noi concepte matematice și de logică în zona orientală.

## Geometria islamică
În perioada califatului, asistăm la o înflorire a științelor în spațiul islamic.
Este preluată și conservată tradiția matematicii elenistice.
Al-Horezmi (780 - 845), pe lângă faptul că a consacrat sistemul de numerație pozițional, este întemeietorul algebrei și a contribuit cu aplicații ale acesteia în geometrie și trigonometrie.
De asemenea, Al-Mahani reduce duplicarea cubului la o problemă de algebră, mai exact la rezolvarea ecuației:
{\displaystyle \mathbf {x^{3}+c^{2}b=cx^{2}} }
numită de islamici ecuația lui Al-Mahani.
Thābit ibn Qurra (836 - 901) a enunțat și demonstrat generalizarea teoremei lui Pitagora.
Al-Kashi (1380? - 1429) a enunțat și demonstrat ceea ce astăzi numim teorema cosinusului, teoremă care mult timp i-a purtat numele în acea regiune.
De asemenea, a calculat sin 1° cu o foarte mare precizie.
Ibrahim ibn Sinan a studiat chestiuni referitoare la tangenta la cerc.
Alhazen este unul dintre precursorii geometriei analitice.
A încercat să demonstreze axioma paralelelor prin reducere la absurd.

## Geometria modernă
În Renaștere, în locul Elementelor lui Euclid, au fost publicate lucrări mai accesibile pentru învățământ, datorate diverșilor pedagogi.
René Descartes (1596 - 1650) împreună cu Pierre Fermat (1601 - 1665) sunt considerați creatorii geometriei analitice.
Calculul diferențial și integral dezvoltat de Isaac Newton (1642-1727) și Gottfried Wilhelm von Leibniz (1646 - 1716) își găsește aplicație în domeniul geometriei analitice la studiul curbelor, suprafețelor și al corpurilor cu forme complexe, rezolvând probleme de tipul determinării tangentei la o curbă, ariei suprafețelor mărginite de anumite curbe sau volumul corpurilor generate prin rotația unor astfel de linii.
În secolul al XVIII-lea, Johann Heinrich Lambert (1728  - 1777) a arătat că o geometrie în care axioma paralelelor nu este valabilă s-ar putea realiza pe o sferă imaginară, iar Adrien-Marie Legendre (1752 - 1833) a enunțat teoeremele fundamentale de geometrie absolută, privind suma unghiurilor unui triunghi.
Creată de Hermann Grassmann (1809 - 1877) în 1844, algebra exterioară (numită ulterior și algebra Grassmann) devine utilă în matematica fizică, dar și în geometria diferențială.
Mai târziu, David Hestenes (n. 1933) continuând lucrările lui Grassmnann, pune bazele algebrei geometrice.

### Geometria proiectivă
Geometria proiectivă a apărut prin lucrările lui Jean-Victor Poncelet (1788 - 1867), Jakob Steiner (1796 - 1863), August Ferdinand Möbius (1790 - 1868), Michel Chasles (1793 - 1880).

### Geometria algebrică
Geometria algebrică pornește încă din antichitate de la rezolvarea pe cale geometrică anumitor ecuații (cum ar fi duplicarea cubului sau studiul conicelor de către Arhimede și Apollonius), ca apoi la persanul Omar Khayyám să găsim rezolvarea ecuațiilor cubice prin intersecția parabolei cu cercul, iar în perioada renascentistă acest domeniu de interferență să beneficieze de aportul unor matematicieni ca Girolamo Cardano (1501 - 1576) și Niccolò Tartaglia (1499/1500 - 1557), ca ulterior Blaise Pascal (1623 - 162) să se opună utilizării metodelor algebrice sau analitice în geometrie.
Un susținător ale metodelor geometriei sintetice este și Gérard Desargues (1591 - 1661), fondatorul geometriei proiective, domeniu dezvoltat ulterior de Jean-Victor Poncelet (1788 - 1867).
Beneficiind de rezultatele evoluției calculului diferențial și integral și ale geometriei analitice, geometria algebrică cunoaște un avânt deosebit la sfârșitul secolului al XIX-lea, prin contribuțiile lui Julius Plücker (1801 - 1868), Edmond Laguerre (1834 - 1886) și George Salmon (1819 - 1904).
Prin lucrările lui Arthur Cayley (1821 - 1895) și Hermann Grassmann (1809 - 1877), se trece la spațiul euclidian n-dimensional.

### Secolul XX
În secolul XX au obținut rezultate remarcabile:
Luigi Bianchi, Corrado Segre, Élie Cartan, Veniamin Kagan, Tullio Levi-Civita, Francesco Severi, Serghei Finikov, Jan Schooten, Wilhelm Blaschke, Hermann Weyl, Enrico Bompiani, Eduard Čech, Paul Finsler, Pavel Aleksandrov, Erich Kähler, Lev Pontriaghin, Viktor Vagner, Aleksandr Aleksandrov, Alexei Pogorelov, Shiing-Shen Chern, Luther P. Eisenhart, Shoshichi Kobayashi, Katsumi Nomizu, Władysław Ślebodziński, André Weil, Oswald Veblen.